# 米哈伊尔·多夫加柳克
米哈伊尔·贾万奇罗维奇·多夫加柳克（俄语：Михаил Джаванчирович Довгалюк，1995年6月3日—）生于莫斯科，是一名俄罗斯男子游泳运动员，主攻自由泳。
多夫加柳克曾于2013年因为一次药检中被查出甲基己胺呈阳性而被禁赛1年。2016年里约奥运，他成功入选俄罗斯代表团的名单，然而由于他曾有过服用禁药的记录，他的奥运资格一度被国际游泳联合会取消。后来，国际奥林匹克委员会恢复了包括他在内的数名俄罗斯选手的奥运资格，他最终得以首次参加奥运。